# Юхно Євген Іванович
Євген Іванович Юхно (нар. 27 серпня 1937, місто Горлівка, тепер Донецької області) — український радянський партійний діяч, 1-й секретар Горлівського міськкому КПУ. Депутат Верховної Ради УРСР 11-го скликання. Член Ревізійної комісії КПУ в 1986—1990 роках.

## Біографія
У 1955—1970 роках — майстер шахти «Кочегарка» міста Горлівки, інженер-конструктор Горлівського машинобудівного заводу імені Кірова, старший інженер комбінату «Артемвугілля». Очолював Горлівську міську раду Всесоюзного товариства винахідників і раціоналізаторів.
Закінчив Український заочний політехнічний інститут.
Член КПРС з 1966 року.
У 1970—1983 роках — інструктор, заступник завідувача, завідувач відділу Горлівського міського комітету КПУ, 1-й секретар Калінінського районного комітету КПУ міста Горлівки, 2-й секретар Горлівського міського комітету КПУ Донецької області.
У 1983—1988 роках — 1-й секретар Горлівського міського комітету КПУ Донецької області.
У 1988 — 2 лютого 1989 року — завідувач соціально-економічного відділу Донецького обласного комітету КПУ.
2 лютого 1989 — серпень 1991 року — секретар Донецького обласного комітету КПУ.
Потім — на пенсії в місті Донецьку.

## Нагороди
- ордени
- медалі
- почесний громадянин міста Горлівки